# 小行星3195
小行星3195（3195 Fedchenko）是一颗绕太阳运转的小行星，为主小行星带小行星。该小行星于1978年8月8日发现。
該小行星以俄羅斯的費琴科家族（Fedchenko）命名。

## 轨道参数
小行星3195的轨道半长轴为2.9134981 UA，离心率为0.064。